# Alphabet de Franklin
L’alphabet de Franklin a été proposé par Benjamin Franklin comme réforme de l’orthographe de la langue anglaise dans A Scheme for a New Alphabet and Reformed Mode of Spelling publié en 1768. Cet alphabet de 26 lettres est basé sur l’alphabet anglais et l’alphabet latin, omettant les lettres ‹ c, j, q, w, x, y › et ajoutant des lettres inventées pour remplacer les digrammes ‹ sh, ng, th › ou pour distinguer certaines voyelles, représentant chaque son par un seul symbole.

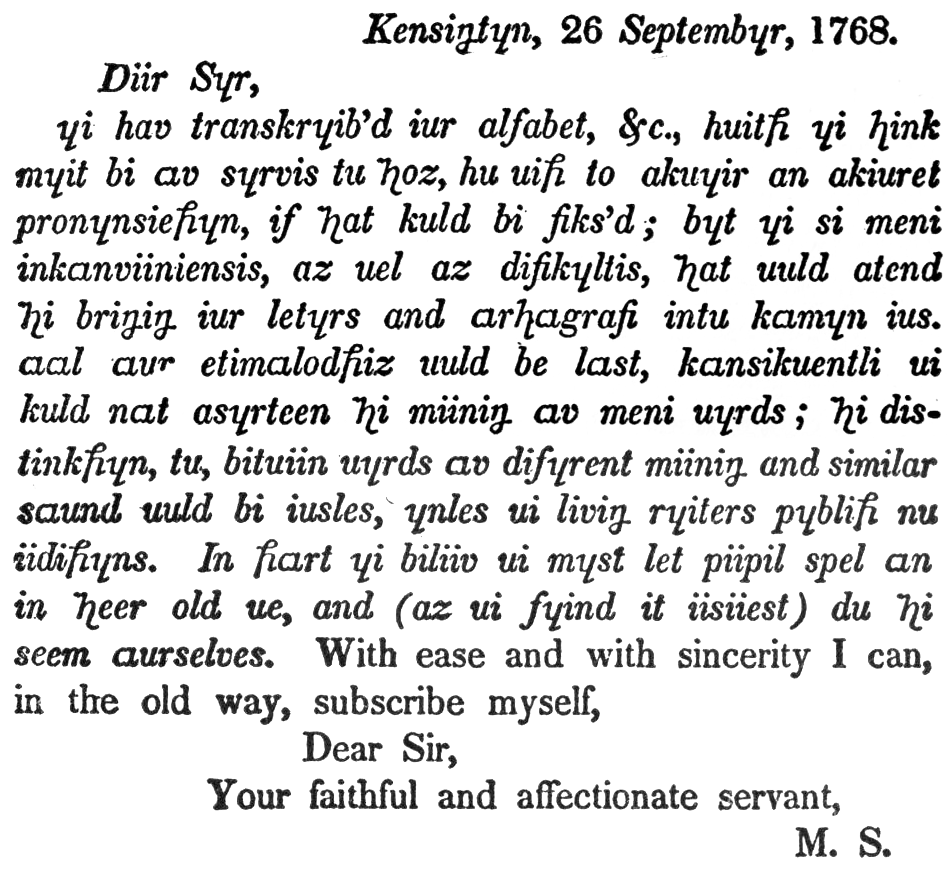
Lettre à Franklin retranscrite avec l’alphabet de Franklin publiée dans The Writings of Benjamin Franklin, 1906, volume 3.

## Alphabet
L'alphabet de Franklin comprenait les lettres suivantes :
| Lettre        | o    |                                 | a                               | e                  | i                                    | u                 | ɥ   | h   |
| ------------- | ---- | ------------------------------- | ------------------------------- | ------------------ | ------------------------------------ | ----------------- | --- | --- |
| Nom           | o    | aa                              | a                               | e                  | i                                    | u                 | uh  | huh |
| Prononciation | /oʊ/ | /ɔː/ et /ɒ/                     | /æ/                             | /ɛ/ (parfois /eɪ/) | /ɪ/, /j/, ainsi que /i/ non-accentué | /ʊ/, /uː/, et /w/ | /ʌ/ | /h/ |
|               |      |                                 |                                 |                    |                                      |                   |     |     |
| Lettre        | g    | k                               |                                 | ŋ                  | n                                    | r                 | t   | d   |
| Nom           | gi   | ki                              | ish                             | ing                | en                                   | r                 | ti  | di  |
| Prononciation | /ɡ/  | /k/                             | /ʃ/                             | /ŋ/                | /n/                                  | /r/               | /t/ | /d/ |
|               |      |                                 |                                 |                    |                                      |                   |     |     |
| Lettre        | l    | ſ                               | s (en fin d'un mot)             | z                  |                                      |                   | f   | v   |
| Nom           | el   | es                              | es                              | ez                 | eth                                  | edh               | ef  | ev  |
| Prononciation | /l/  | /s/ (parfois /z/ en fin de mot) | /s/ (parfois /z/ en fin de mot) | /z/                | /θ/                                  | /ð/               | /f/ | /v/ |
|               |      |                                 |                                 |                    |                                      |                   |     |     |
| Lettre        | b    | p                               | m                               |                    |                                      |                   |     |     |
| Nom           | b    | pi                              | em                              |                    |                                      |                   |     |     |
| Prononciation | /b/  | /p/                             | /m/                             |                    |                                      |                   |     |     |